# Климчук, Элеонора Гавриловна
Элеонора Гавриловна Климчук (укр. Елеонора Гаврилівна Климчук; 17 августа 1938, Харьков — 27 сентября 2024) — украинская актриса и певица (лирическое сопрано), заслуженная артистка УССР (1991). 

## Биография
В 1957 году окончила Харьковский театральный институт (преподаватели И. А. Марьяненко, А. Б. Глаголин).
В 1962—1965 годах — актриса Закарпатского украинского музыкально-драматического театра.
В 1966—2010 годах — солистка Харьковского театра музыкальной комедии (лирическое сопрано нежного тембра).
Умерла 27 сентября 2024 года в возрасте 86 лет.

## Роли
- Анжелика («Чёрный дракон» Д. Модуньо)
- Хивря, Комариха («Сорочинская ярмарка», «Свадьба в Малиновке» А. Рябова)
- Памела («Дорогая Памела» Н. Самойлова)
- Пепита («Вольный ветер» И. Дунаевского)
- Ведущая («Ритм-балет» А. Якубова)
- Графиня Стасси, Юлиана Воляпьюк, Нинон, Мариетта, Мадам Дюпон, Герцогиня Цецилия («Сильва», «Фиалка Монмартра», «Баядера», «Принцесса цирка», «Графиня Марица» И. Кальмана)
- Кошка («Кошкин дом» П. Вальдгардта)
- Пропорция Безупречная («Путешествие на Луну» Ж. Оффенбаха)
- Мирабелла («Цыганский барон» Й. Штрауса)